# پاسکوال پنه
پاسکوال پنه (انگلیسی: Pasquale Pane؛ زادهٔ ۱۱ مارس ۱۹۹۰) بازیکن فوتبال اهل ایتالیا است.